# Domenico Armellin
Domenico Armellin (Treviso, 11 dicembre 1936 – ...) è stato un rugbista a 15 italiano, di ruolo pilone.
Lega la propria carriera al Treviso.
Raccolse nove presenze in nazionale esordendo l'8 dicembre 1965 nell'incontro vinto contro la Cecoslovacchia, valido per la Coppa delle Nazioni 1965-1966, nel quale mette a segno anche una meta.